# أنتوني ستوفر
أنتوني ستوفر (بالإنجليزية: Anthony Stover)‏ مواليد 1 يونيو 1990 في باسادينا، هو لاعب كرة سلة أمريكي. بدأ مسيرته الاحترافية في سنة 2012. يلعب في دوري كندا الوطني لكرة السلة كلاعب وسط. يحمل الرقم 0. يبلغ طوله 6 قدم 9 بوصة (2.1 م). لعب مع لوس أنجلوس ديفيندرز في دوري الرابطة الوطنية لفئة التطوير.